# High kick
High kick – kopnięcie okrężne polegające na trafieniu przeciwnika za pomocą podbicia stopy, śródstopia lub piszczela.
Wykorzystywana w sportach walki oraz sztukach walki takich jak taekwondo, kick-boxing, boks tajski, tangsudo, karate oraz innych, w których do uderzeń wykorzystywane są nogi. Technikę tę można wykonywać obiema nogami.